# نسيج (شركة)
النظم العربية المتطورة شركة تعمل في مجال خدمات تقديم حلول وخدمات متكاملة للمكتبات ومراكز المعلومات، ومراكز إدارة المعرفة، وتطوير وتشغيل البوابات، وحلول إدارة المحتوى في المنظمات، وتفعيل إجراءات المؤسسات (BPM) والنماذج الإلكترونية بالإضافة إلى حلول الإنترنت وخدمات الهاتف النقال.
النظم العربية المتطورة تقدم حلول تشمل النطاق الكامل لدورة المعرفة ابتداءً من اقتناءها والتقاطها ومن ثم إدارتها وتنظيمها وانتهاء بإتاحتها للبحث والاستكشاف والمشاركة وبثها)، وتقدم النظم العربية المتطورة حلولا وخدمات للشركات والأفراد تشمل امتلاك أدوات وتقنيات ونظم إدارة المعرفة إضافة إلى نقل أفضل الممارسات مفضلة وتقديم خدمات محترفة.
تأسست النظم العربية المتطورة في عام 1989، وتعمل في المنطقة من خلال مكاتبها في الرياض وجدة والخبر ودبي والكويت  ودمشق وبيروت والقاهرة والرباط. تقب لمجتمع المعلومات والمعرفة العربي حلولا متكاملة ومتناسقة من خلال الفهم المميز للاحتياجات المحلية والشراكة مع كبريات شركات التقنية العالمية.
عملت على مدى عقدين من الزمان كشريك رئيسي لمشاريع تطوير المكتبات ومراكز المعلومات في العالم العربي حيث أسهمت في تنفيذ تصورات التطوير لدى هذه المكتبات ومراكز المعلومات وكذلك تطوير مشاريع إبداعية تستشرف المستقبل، بناء على فهم الاحتياجات المحلية.
إن الخبرة التي تتمتع بها النظم من خلال العمل الريـادي في مجال المعـلومات وتقنيـاتها، منذ عام 1989، تتجاوز المعرفة التقنية؛ لتشمل كفاءة العمليات التشغيلية، إضافة إلى الحلول المجربة والمطورة عبر سنوات من الخدمة المحترفة؛ لضمان كفاءة عالية في تطوير وتطبيق ودعم الحلول التي توفرها النظم. ويشرف على تقديم هذه الحلول فريق عمل مكون من حوالي 300 متخصص في تقنية المعلومات، الاتصالات، خدمات وحلول المكتبات والمعلومات؛ لتقديم حلول رائدة، وخدمات دعم متكاملة باستخدام أحدث الأساليب والتقنيات.
ومن مظاهر خبرة الشركة المشاريع الرائدة التي نفذتها النظم مثل نسيج (الخدمة المباشرة التي أطلقتها نسيج في مارس 1997)، حيث منذ إطلاقها، ورغم التحديات الفنية الكثيرة في البداية، كانت باللغة العربية بالكامل بما في ذلك برنامج العميل، ونظم إدارة العملاء والمحاسبة، وخدمات نسيج كالبريد والمنتديات والمحادثة والنداء Instant messaging وإدارة المحتوى وتخصيص المحتوى Personalization، في وقت لم تكن هذه التطبيقات متاحة باللغة العربية وكذلك كانت في بداياتها عالمياً.
كما حصلت النظم على تقدير واعتراف إقليمي واسع للحلول المبتكرة والرائدة التي ساهمت في تحقيقها مثل الفهرس العربي الموحد، إضافة إلى التزام النظم الثابت والمستمر لمجتمع المتخصصين في المعرفة والمعلومات في المنطقة ومساهماتها النشطة في تطويره وتنميته.
- رؤية الشركة

أن نكون الشريك المفضل لتطوير وتنفيذ حلول المعرفة
- مهمتها

تمكين نشر المعرفة ومشاركتها
منذ تأسيس شركة النظم العربية المتطورة - قبل أكثر من عشرين عاماً- شهد عالم المعرفة وتقنية المعلومات نقلات نوعية في تطبيق هذه التقنيات وتطورها ؛ لخدمة المجتمع المعرفي بكافة قطاعاته. وتفتخر النظم بمساهماتها الكبيرة في نقل هذه التقنيات إلى المنطقة العربية ،عبر تمكين المؤسسات المعرفية في العالم العربي من تطوير مكتباتها، وخدماتها، وبواباتها المعرفية.
وكجزء من جهود النظم العربية المتطورة لتحقيق مهمتها الأساسية؛ سعت النظم إلى نشر المعرفة والمعلومات على مستوى العالم العربي، وساهمت في تطوير مجتمع المعلومات والمعرفة في العالم العربي من خلال وسائل مختلفة. حيث ساهمت مساهمة أساسية في إنشاء الجمعيات المهنية المتخصصة ؛ مثل جمعية المكتبات المتخصصة- فرع الخليج، وجمعية المكتبات والمعلومات السعودية، وقدمت لها دعماً كبيراً بشكل مستمر، وكذلك اتحاد المكتبات والمعلومات العربي- أعلم. حيث تقوم النظم على رعاية أنشطة الجمعيات المهنية، ودعم نشاطاتها المختلفة. كما بادرت إلى تطوير عدد من المبادرات المهمة لتنمية المهنة والمتخصصين على مستوى العالم العربي. ومن الأمثلة على هذه المبادرات:
جوائز لأفضل البحوث العلمية التي تقدم في مؤتمري أعلم و SLA.
جائزة لتكريم رواد المهنة على مستوى العالم العربي.
منح لطلبة الجامعات الخليجية المتفوقين في المكتبات لحضور مؤتمر SLA سنوياً
جائزة أفضل ورقة عمل
جائزة سنوية تشجع وتدعم البحث والتطوير المعلوماتي في المكتبات العربية، تقدمها النظم لأفضل ورقة تقدم في المؤتمر السنوي الذي تنظمه جمعية المكتبات المتخصصة –فرع الخليج، بالتعاون مع الجمعية التي بدورها تقوم بمراجعة الأوراق واختيار الفائزين بالجائزة، وهي ذات شقين:
- جائزة النظم لأفضل ورقة عمل باللغة العربية.
- جائزة النظم لأفضل ورقة عمل باللغة الإنجليزية.

منحة الطلاب
تقوم النظم بتقديم منحة لنخبة من الطلاب المتفوقين في أقسام المكتبات والمعلومات، في الجامعات الخليجية ؛ لحضور مؤتمر جمعية المكتبات المتخصصة – فرع الخليج، والاستفادة من فعالياته. وتحرص النظم العربية المتطورة على تقديم هذه المنحة؛ بهدف تطوير الكفاءات، وتنمية القوى البشرية المحلية المتخصصة في حقل المكتبات والمعلومات، في الجامعات الخليجية ؛لإعداد الكوادر الوطنية، وتهيئتها للحياة العملية بعد التخرج.
جائزة رواد المكتبات
هذه الجائزة تقدم لأولئك الذين اجتهدوا فتميزوا، ولعبوا دورًا هامًا، وثابروا في تحفيز عجلة التطور في المكتبات العربية. وهي تمنح سنويًا على هامش مؤتمراتحاد المكتبات العربية.
هذه الجائزة- وبغض النظر عن قيمتها المادية، لها قيمة معنوية تدفع هؤلاء الرواد إلى المزيد من العطاء والتقدم لمجتمع معلوماتي ومعرفي عربي.